# Gare de Sargans
La gare de Sargans (en allemand Bahnhof Sargans) est une gare ferroviaire suisse des lignes de Sargans à Ziegelbrücke, de Sargans à Rorschach et de Sargans à Coire. Elle est située à proximité du centre de la ville de Sargans, circonscription électorale de Sarganserland dans le canton de Saint-Gall. 
Mise en service en 1858 par la Compagnie de l'Union-Suisse, c'est une gare des Chemins de fer fédéraux suisses (CFF).

## Situation ferroviaire
Établie à 482 mètres d'altitude, la gare de bifurcation de Sargans est l'origine au point kilométrique (PK) 0,00 : de la ligne de Sargans à Ziegelbrücke (no 900), avant la gare de Mels, de la ligne de Sargans à Rorschach (no 880), avant la gare de Seleven et de la ligne de Sargans à Coire (no 905), avant la gare de Bad-Ragaz.
C'est une gare avec une disposition en Y, le bâtiment étant au centre de la pointe et les voies et quais réparties sur les deux branches.

## Histoire
La gare de Sargans est mise en service le 1er juillet 1858, par la Compagnie de l'Union-Suisse, lorsqu'elle ouvre à l'exploitation la « ligne du Rhin » entre Rheineck et Coire,.
En 1859, elle devient une gare de bifurcation, avec une configuration en Y, lors de l'ouverture de la section de Murg à Sargans, de la future ligne vers Zurich.
Le 28 mai 1983, est mis en service la boucle ferroviaire qui permet d'éviter les retournements de trains en gare pour la relation Rorschach - Ziegelbrücke.
Le 18 mars 2010, on inaugure le début des travaux de la rénovation et de la modernisation de la gare et de ses abords. Fin décembre 2010, une partie du chantier est terminée, notamment : l'allongement, le ré-haussement et la couverture partielle des quais, l'aménagement d'un parking de 260 places. L'ensemble des travaux comprend également un nouveau hall voyageurs, trois passages souterrains pour la traversée des voies et l'accès aux quais, la création d'une gare routière, l'aménagement de la place de la gare et la réalisation d'un ensemble immobilier.

## Service des voyageurs

### Accueil
Gare CFF, elle dispose d'un bâtiment voyageurs, avec guichets et salle d'attente, ouvert tous les jours. On y trouve notamment, une agence de voyages CFF, une consignes à bagages et un service des objets trouvés. Elle est équipée d'automates pour l'achat de titres de transports. C'est une gare accessible aux personnes à la mobilité réduite.

### Desserte
Sargans est une importante gare voyageurs desservie par des trains grandes lignes : notamment internationaux : Railjet-Express (RJX) Zurich - Vienne/Budapest/Bratislava, InterCityExpress (ICE), EuroCity (EC) Zurich - Graz, ICN et des trains régionaux : RegioExpress (RE) et Regio (R). 
C'est également une gare du réseau express régional de Saint-Gall (RER/S-Bahn), desservie par les lignes : S4 : Saint-Gall - Sargans - Uznach - Saint-Gall (boucle), S12 :  Sargans - Coire et REX : Wil - Coire.

### Intermodalité
Un parking pour les véhicules y est aménagé.

## Galerie de photographies

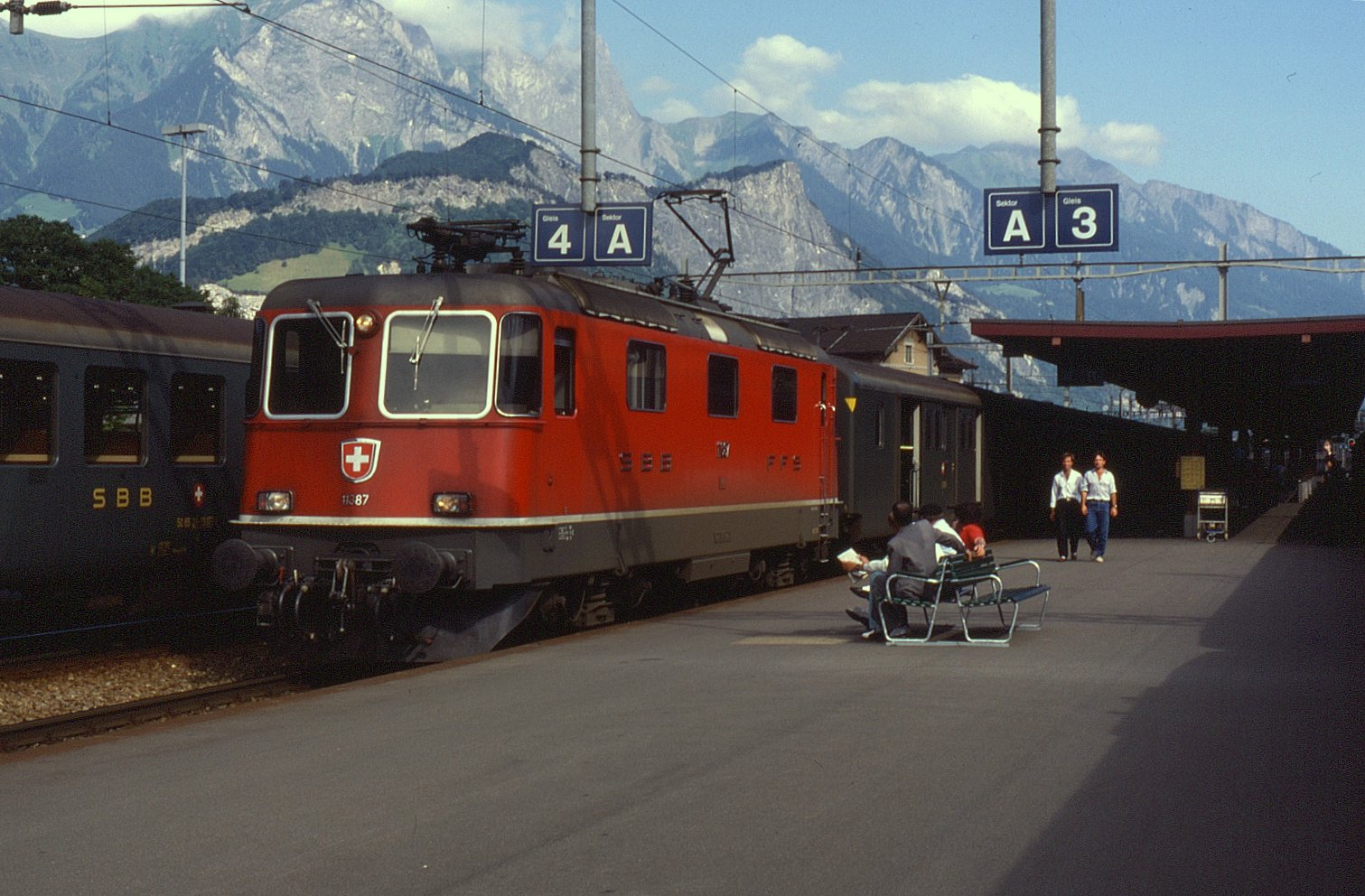
CFF Re 4/4 II en gare (1988)
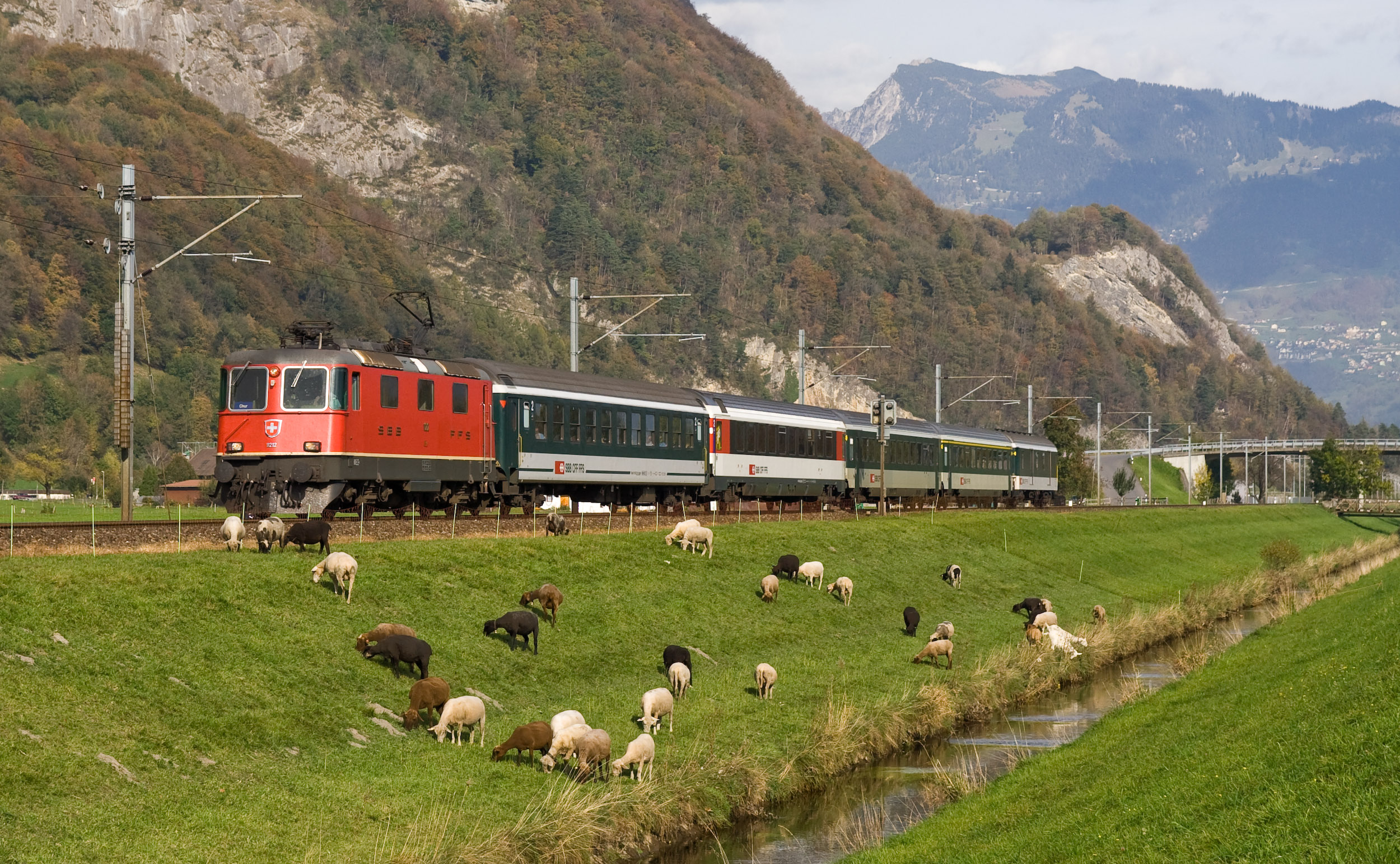
Ancien Rheintal-Express (REX) près de Sargans (2006)